# Jens Lüdtke (Handballspieler)
Jens Lüdtke (* 7. Januar 1971 in Eutin) ist ein deutscher Handballtrainer und ehemaliger Handballspieler.
Lüdtke, der mit der Rückennummer 3 auflief, spielte meist auf Rechtsaußen. Seine Karriere begann er beim VfL Bad Schwartau. 1989 ging er für zwei Jahre nach München zum TSV Milbertshofen. Anschließend ging er wieder zurück nach Bad Schwartau. Nach einer Spielzeit wechselte er zum THW Kiel. Nach ebenfalls nur einer Spielzeit ging er wieder zurück zum VfL Bad Schwartau, wo er 2002 seine Karriere beendete.
In seiner Zeit als Bundesligaspieler erzielte er in insgesamt 243 Bundesligaspielen 410 Tore, davon 115 per Siebenmeter. Für die Nationalmannschaft bestritt Lüdtke acht A-Länderspiele, in denen er zwei Tore erzielte.
Lüdtke ist von Beruf Bankkaufmann. Der B-Lizenzinhaber übernahm im Oktober 2005 das Traineramt vom Regionalligisten Ahrensburger TSV. Im März 2007 wurde das Vertragsverhältnis zwischen dem ATSV und Lüdtke einvernehmlich gelöst. Anschließend trainierte der zweifache Familienvater bis zum Saisonende den ATSV Stockelsdorf. In der Saison 2014/15 trainierte er gemeinsam mit Thomas Knorr den schleswig-holsteinischen Landesligisten HSG Ostsee N/G. Zusätzlich trainierte das Trainerduo die B-Jugend vom MTV Lübeck.